# Schenectady
Schenectady és l'única ciutat i seu del Comtat de Schenectady a l'Estat de Nova York dels Estats Units d'Amèrica.

## Demografia
Segons el cens del 2000 Schenectady tenia 61.821 habitants, 26.265 habitatges, i 14.051 famílies. La densitat de població era de 2.199,9 habitants per km².
Dels 26.265 habitatges en un 27,2% hi vivien nens de menys de 18 anys, en un 32% hi vivien parelles casades, en un 16,7% dones solteres, i en un 46,5% no eren unitats familiars. En el 38,6% dels habitatges hi vivien persones soles el 13,8% de les quals corresponia a persones de 65 anys o més que vivien soles. El nombre mitjà de persones vivint en cada habitatge era de 2,23 i el nombre mitjà de persones que vivien en cada família era de 2,98.
Per edats la població es repartia de la següent manera: un 24,3% tenia menys de 18 anys, un 11,6% entre 18 i 24, un 29,7% entre 25 i 44, un 19,1% de 45 a 60 i un 15,2% 65 anys o més.
L'edat mediana era de 35 anys. Per cada 100 dones de 18 o més anys hi havia 87,4 homes.
La renda mediana per habitatge era de 29.378 $ i la renda mediana per família de 36.458 $. Els homes tenien una renda mediana de 30.869 $ mentre que les dones 25.292 $. La renda per capita de la població era de 17.076 $. Entorn del 16,8% de les famílies i el 20,8% de la població estaven per davall del llindar de pobresa.

## Poblacions properes
El següent diagrama mostra les poblacions més properes.

## Personalitats
- Mickey Rourke: Actor, boxejador i guionista.
- Andrew Yang: Empresari candidat a les primàries presidencials demòcrates de 2020.